# Тудора (Молдова)
Тудо́ра (рум. Tudora) — село в Молдові в Штефан-Водському районі. Розташоване на правому березі річки Дністер. Утворює окрему комуну.

## Державний кордон

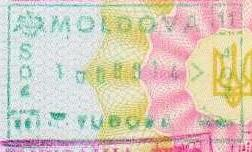
Штамп пункту пропуску «Тудора»

За 9 км від села розташований пункт пропуску через державний кордон з Україною Тудора—Старокозаче.

## Історія
У Тудорового знайдено поселення кімерійців Білозерської археологічної культури.
За російськими даними 1859 року у казеному селі Тудорове Аккерманського повіту Бессарабської області мешкало 637 осіб (328 чоловічої статі та 309 — жіночої), налічувалось 112 дворових господарств, існували православна церква.
Станом на 1886 рік у колишньому державному селі Тудорові Паланської волості мешкало 946 осіб, налічувалось 160 дворових господарств, існували православна церква та 3 лавки.
За переписом 1897 року кількість мешканців Тудорового зросла до 1436 осіб (747 чоловічої статі та 689 — жіночої), з яких 1402 — православної віри.

## Населення

### Національність
Розподіл населення за національністю за даними перепису 2004 року:
| Національність   | Відсоток |
| ---------------- | -------- |
| молдовани/румуни | 95,49%   |
| українці         | 2,16%    |
| росіяни          | 1,46%    |
| інші             | 0,9%     |